# Shadow Zone
Shadow Zone er et dansk forlag, der udgiver tegneserier. Det blev startet i 2007 under navnet Shadow Zone Media. Ejer og redaktør er Bjarne Kristensen.

## Eksterne links
- Forlagets hjemmeside
- Forlagets facebookside